# Surdétermination
En métaphysique et en philosophie de l'esprit, la surdétermination est un concept relatif à la causalité entre l'esprit et le corps qui implique l'existence d'une causalité mentale qui se surajoute à la causalité physique. Les états mentaux agissent comme des causes additionnelles aux causes physiques qui « surdéterminent » ainsi le comportement et les actions du corps.
La théorie de la surdétermination, ou « surdéterminisme », justifie une version du dualisme de l'esprit et du corps qui se distingue du dualisme interactionniste, de l’épiphénoménisme et du parallélisme. Selon cette théorie, il est possible de soutenir conjointement et sans contradiction à la fois que les états mentaux ne sont pas des états physiques (dualisme), qu'ils causent certains états physiques (interactionnisme) et que les états physiques sont soumis à des lois physiques complètes qui suffisent à les expliquer complètement (matérialisme).

## Complétude du monde physique et surdéterminisme
Le principe de « complétude causale » du monde physique ou matériel est un principe qui affirme que pour tout état physique, le fait qu'on puisse l'expliquer en le référant uniquement à des causes ou à des lois physiques implique que l’explication en termes de causes physiques est complète. Mais si l’on considère également l’idée que les états mentaux ont un pouvoir d’action sur le monde via leurs effets sur le corps, on doit alors accepter une surdétermination de la causalité physique par la causalité mentale. Il faut alors admettre le principe du redoublement des entités expliquant un fait. Ce principe du redoublement des entités causales permet de concilier des thèses apparemment contradictoires et irréconciliables, notamment celles du matérialisme ou du naturalisme associées aux découvertes scientifiques, d'une part, et celles du dualisme corps/esprit plus proche de notre conception intuitive du monde, d'autre part.

## Surdéterminisme et épiphénoménisme
Bien que se distinguant de l'épiphénoménisme sur le plan conceptuel, le surdéterminisme revient à établir une forme d'épiphénoménisme En effet, si on accepte le principe suivant lequel il existe une cause physique complète à tout effet comportemental qui possède une cause mentale, il faut alors conclure que l’existence de causes mentales n’introduit pas de différences réelles dans le monde : tout effet qui possède une cause mentale aurait de toute manière été produit à l’identique si la causalité mentale n’existait pas. Par conséquent, si cette position semble distincte de l’épiphénoménisme dans la mesure où elle ne nie pas explicitement le principe de la causalité mentale, cette distinction n’est que formelle.  Accepter l’épiphénoménisme ou la surdétermination revient au même dans la mesure où, selon ces deux positions, les états mentaux ne jouent aucun rôle causal qui leur est propre, la causalité physique étant suffisante à produire tout ce qui se passe dans le monde physique.

## Critiques et objections
Le problème de base pour la stratégie consistant à accepter une surdétermination des états physiques par des états mentaux en vue de résoudre le problème de la philosophie de l’esprit est le suivant : si on admet le principe  de complétude du domaine physique (« la causalité physique est la condition suffisante de tous les phénomènes physiques »), on doit accepter qu’il y a des lois physiques qui permettent en principe une explication intégrale des phénomènes physiques ; dès lors, la causalité mentale apparaît superflue.